# Saprosites bangueyensis
Saprosites bangueyensis är en skalbaggsart som beskrevs av Renaud Maurice Adrien Paulian 1944. Saprosites bangueyensis ingår i släktet Saprosites och familjen Aphodiidae. Inga underarter finns listade i Catalogue of Life.